# Philippe Van Tieghem
Philippe Édouard Léon Van Tieghem, född den 19 april 1839 i Bailleul (departementet Nord), död den 28 april 1914 i Paris, var en fransk botanist.
Van Tieghem, som var professor i botanik vid Muséum d'histoire naturelle, ansågs vara en av Frankrikes främsta botanister på sin tid. Han var verksam inom vitt skilda områden av botaniken och en av de första, som utforskade de organiska ämnenas jäsning och sönderdelning under inflytande av mikroorganismer; han blev så en banbrytare för den botaniska enzymologin.
De första av hans hithörande arbeten behandlar urinämnets och garvämnets jäsning och dylikt, såsom Recherches sur la fermentation de l'urée et de l'acide hippurique (1864) och Fermentation gallique (1868), samt cellväggars förstöring genom bakterier i Sur le Bacillus amylobacter et son rôle dans la putrefaction des tissus végétaux (1877).
Många arbeten behandlar svamparnas (mest de lägres) fysiologi och utveckling, mer eller mindre i samband med  jäsningsföreteelserna. Ett mycket stort antal skrifter innehåller Van Tieghems undersökningar över de högre växternas fysiologi. En annan talrik grupp av hans arbeten är de växtanatomiska, och särskilt är hans topografisk-anatomiska systematisering av vävnaderna genom sin klarhet och praktiska användbarhet av stort gagn för forskningen.
Från Van Tieghem härrör stelärteorin ("stele" är hans benämning på centralcylindern). Av sina omfattande studier föranleddes Van Tieghem att utge dels en översättning (1873) av Julius von Sachs, "Lehrbuch der Botanik", som han sedermera ersatte med en ny handbok Traité de botanique (1880; ny upplaga 1889–1891); dels en ny indelning av växtriket, särskilt i Éléments de botanique (4:e upplagan 1906).
Under senare delen av sin levnad ägnade sig Van Tieghem främst åt de högre växternas systematik, och i ett hundratal skrifter har han redogjort för släktens och familjers skiljemärken, särskilt i fröanlagets byggnad, och för systematiskt ändamål även använt växtens anatomi. Van Tieghem var från 1908 ständig sekreterare i franska vetenskapsakademien; 1912 blev han ledamot av Vetenskapssocieteten i Uppsala.
Auktorsnamnet Tiegh. kan användas för Philippe Van Tieghem i samband med ett vetenskapligt namn inom botaniken; se Wikipediaartiklar som länkar till auktorsnamnet.